# Jean-Baptiste de Laigue d'Oraison
 (décembre 2021).
Si vous disposez d'ouvrages ou d'articles de référence ou si vous connaissez des sites web de qualité traitant du thème abordé ici, merci de compléter l'article en donnant les références utiles à sa vérifiabilité et en les liant à la section « Notes et références ».
Jean-Baptiste de Laigue d'Oraison est un ecclésiastique qui fut évêque commendataire de Senez de 1512 à 1546.

## Biographie
Jean-Baptiste de Laigue d'Oraison est le fils de Philibert de Laigue, né à Bourges, chambellan conseiller du roi René d'Anjou et sénéchal de Bar-le-Duc et de Louise d'Oraison, héritière de sa maison dont il prend le nom. Il est également le neveu d'Antoine baron d'Oraison, vicomte de Cadenet et l'oncle de Claude d'Oraison l'évêque de Castres; le fils de son frère  Honoré de Aqua (de Laigue), qui prend lui aussi le nom d'Oraison, et de Catherine de Clermont-Lodève. Il est nommé en 1512 évêque de Senez et siège jusqu'en 1546. En 1517 il est pourvu en commende de l'abbaye Saint-Eusèbe d'Apt.

## Héraldique
Ses armoiries sont: de gueules à trois fasces ondées d'or.